# Acupalpus indistinctus
Acupalpus indistinctus är en skalbaggsart som beskrevs av Pierre François Marie Auguste Dejean. Acupalpus indistinctus ingår i släktet Acupalpus och familjen jordlöpare. Inga underarter finns listade i Catalogue of Life.